# Reken
Reken is een plaats en gemeente in de Duitse deelstaat Noordrijn-Westfalen, gelegen in de Kreis Borken. De gemeente telt 14.965 inwoners (31 december 2020) op een oppervlakte van 78,54 km². Naburige steden zijn onder andere Ahaus, Borken en Gescher. Reken is een erkend Erholungsort en heeft een stedenband met de Nederlandse gemeente Berkelland.

## Dorpen en buurtschappen

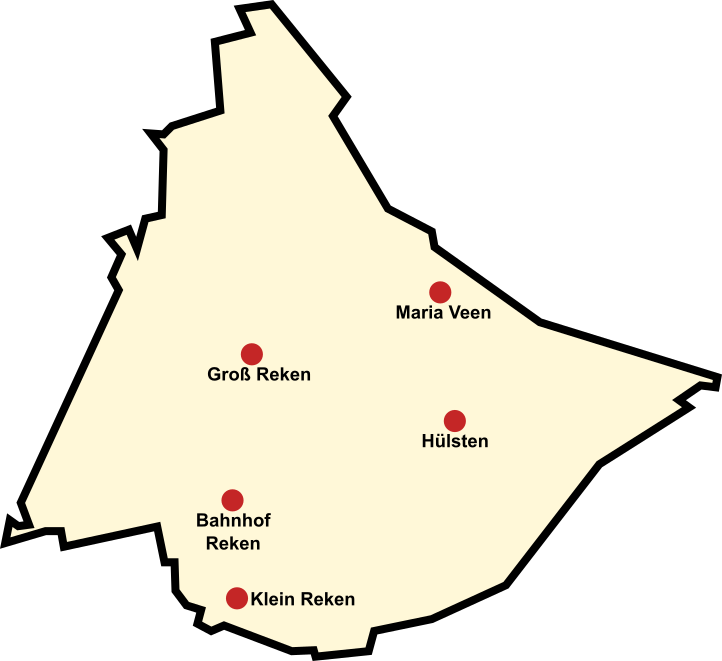
Situering Ortsteile gemeente Reken

Ortsteile van Reken zijn Groß Reken in het noordwesten, 3 km zuidelijk daarvan Bahnhof Reken en Klein Reken en oostelijk het plaatsje Maria Veen en de buurtschap Hülsten.
| Ortsteil      | Inwoners |
| ------------- | -------- |
| Groß Reken    | 6.310    |
| Maria Veen    | 2.787    |
| Klein Reken   | 2.613    |
| Bahnhof Reken | 2.325    |
| Hülsten       | 739      |

Gemeentetotaal: 14.774. Peildatum aantal inwoners: plm. 28 februari 2019.

## Omliggende gemeenten
| Velen   | Gescher | Coesfeld       |
| Heiden  |         | Dülmen         |
| Dorsten |         | Haltern am See |

## Infrastructuur

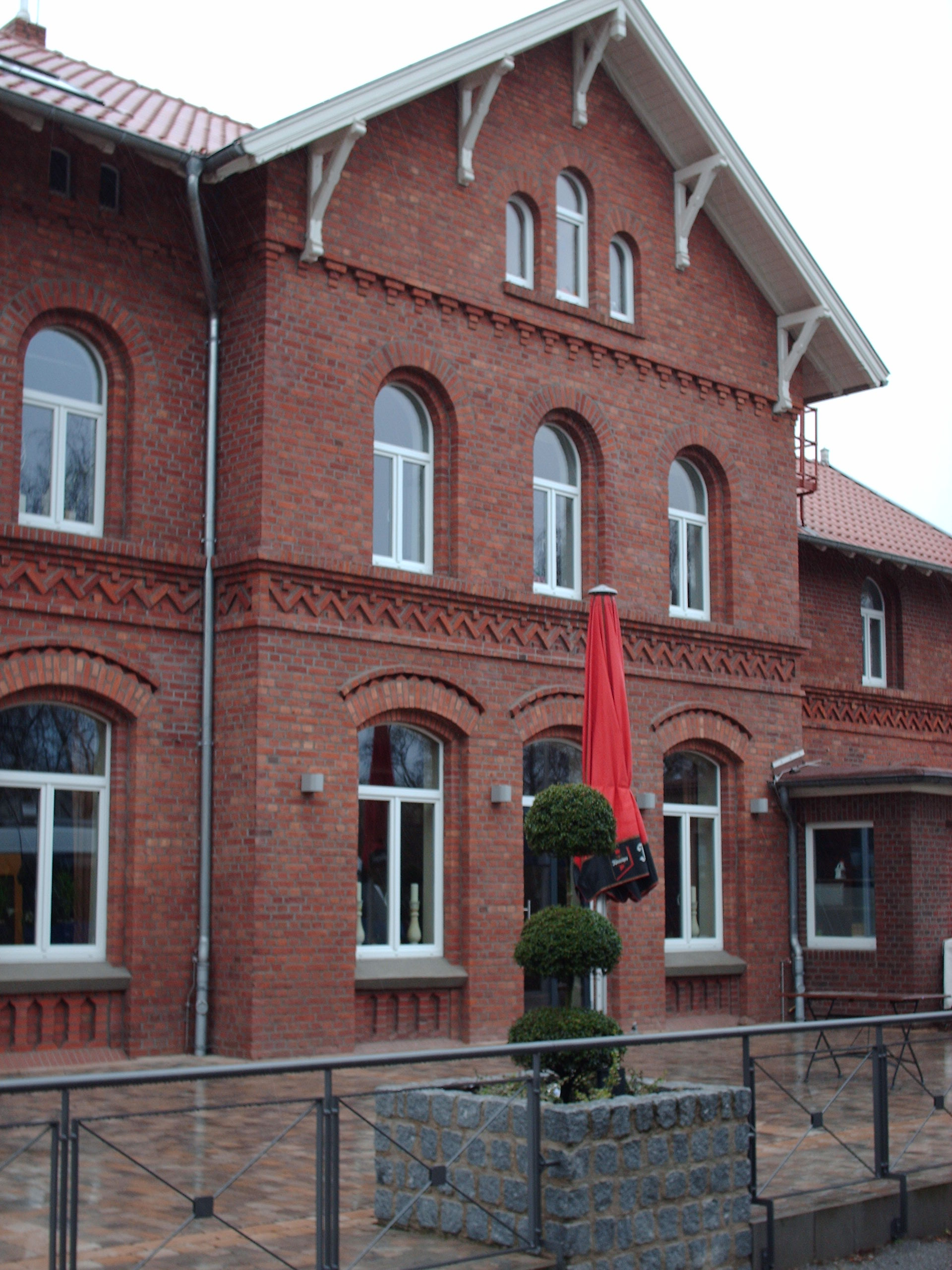
Station Bahnhof Reken, in 2006 gerenoveerd, op de monumentenlijst staand stationsgebouw

Ten noordwesten van Groß Reken is afrit 34 van de Autobahn A 31 (Oost-Friesland - Ruhrgebied v.v.). Deze is als klaverbladknooppunt uitgevoerd, en de Autobahn kruist hier de Bundesstraße 67. Afrit 35 van de A 31 is via een goede, 4 km lange weg met Bahnhof Reken verbonden.
Aan de spoorlijn Coesfeld-Dorsten heeft Reken, en wel te Maria Veen, Bahnhof Reken en Klein Reken drie spoorweghaltes. Maria Veen heeft een goede, frequente busverbinding met Münster  en Bocholt. Overige busverbindingen in, van en naar de gemeente zijn te verwaarlozen.

## Economie

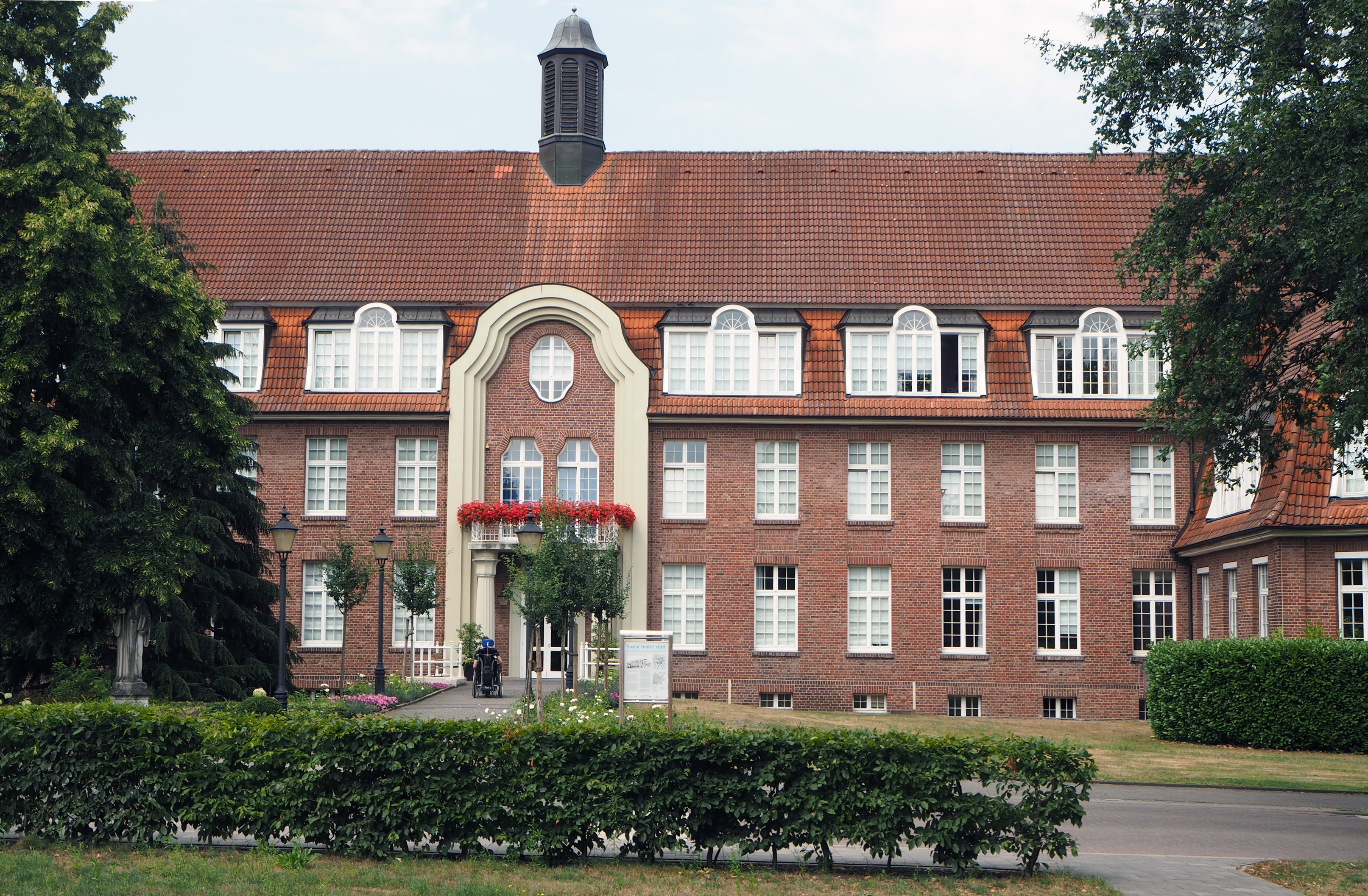
Hoofdgebouw Benediktushof

- Bij het spoorwegstation, in het plaatsje Bahnhof Reken, staat een grote fabriek van het diepvriesvoedingsmiddelenconcern Iglo. In 2019 werkten er meer dan 600 mensen.
- Op de Melchenberg staat een grote drinkwaterwinningsinstallatie, alsmede twee respectievelijk 60 en 70 m hoge zendmasten, voor o.a. mobiele telefonie.
- Bedrijventerreinen voor lokaal en regionaal midden- en kleinbedrijf liggen ten noorden van het dorp Bahnhof Reken en aan de zuidkant van Groß Reken. Ook Maria Veen heeft bij het stationnetje een bedrijventerrein.
- De gemeente ligt in het om zijn fietstoerisme bekende Münsterland.
- Te  Maria Veen  bedrijft de rooms-katholieke zorgorganisatie Josefs-Gesellschaft  een instelling met tehuis voor gehandicapten in alle leeftijden, welke daar ook aangepast werk kunnen verrichten (629 plaatsen). Ze is gevestigd in het voormalige trappistenklooster van het dorp. De instelling, met de naam Benediktushof, is één van de belangrijkste werkgeefsters van de gemeente.

## Geschiedenis
De plaats werd als Regnum voor het eerst schriftelijk genoemd in 889. Tot aan de Napoleontische tijd lag de gemeente in het machtsgebied van het Prinsbisdom Münster, wat het tot op de huidige dag sterk rooms-katholieke karakter van de gemeente en haar bevolking verklaart.  Er hebben zich in de gemeente, voor zover bekend, geen historische feiten van meer dan plaatselijk belang voorgedaan. 
De huidige gemeente ontstond in 1969 door samenvoeging van Groß Reken, Hülsten en Klein Reken.
In 1888 werd bij Maria Veen, tegelijk met een trappistenklooster, de Arbeiterkolonie Haus Maria-Veen gesticht. Deze rooms-katholieke instelling, die beoogt, arbeiders zonder vaste woonplaats,  daklozen en andere mensen aan de rand van de samenleving onderdak, werk en opleidingen, en zo meer structuur in hun leven te bezorgen, bestaat nog steeds.
Het dorp Bahnhof Reken ontwikkelde zich vanaf het eind van de 19e eeuw rondom het 3 km van Groß Reken verwijderde spoorwegstation Bahnhof Reken.

## Bezienswaardigheden, recreatie
- De deels uit de 13e eeuw, deels uit de 15e eeuw daterende rooms-katholieke dorpskerk van Groß Reken, St. Simon- und Judaskirche, is sinds de bouw van een nieuwe kerk elders in het dorp geen parochiekerk meer. Er worden sporadisch nog erediensten gehouden. In een gedeelte van de kerk is een bescheiden, zeer beperkt geopend, museum voor religieuze kunst ingericht.
- De ten noorden van Groß Reken gelegen, deels beboste heuvelrug Borken-Berge, met de om zijn fraaie vergezichten bekende heuvel Melchenberg, biedt goede wandelmogelijkheden. Eén van de twee zendmasten op de Melchenberg is als uitzichttoren toegankelijk en mag dus worden beklommen.
- Ten westen van Bahnhof Reken ligt een klein wildpark Frankenhof, met kinderboerderij, roofvogelshows, speeltuin e.d.
- De oude windmolen te Groß Reken kan in het kader van rondleidingen bezichtigd worden. Dit geldt ook voor de kleine, historische boerderij Haus Uphove.
- Niet ver ten oosten van Groß Reken bevindt zich een zeer grote camping.

## Afbeeldingen

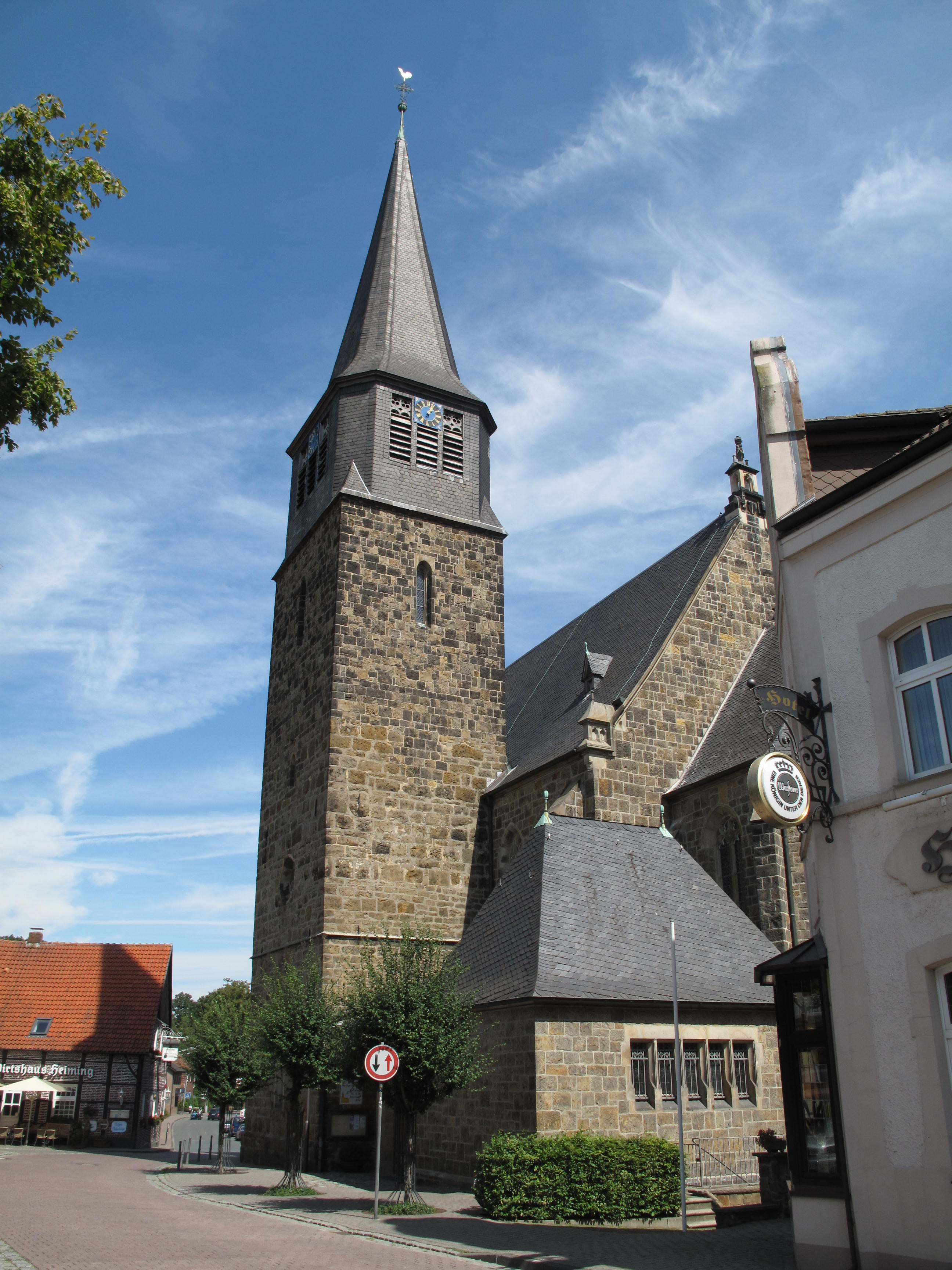
Klein Reken, Sankt Antoniuskirche
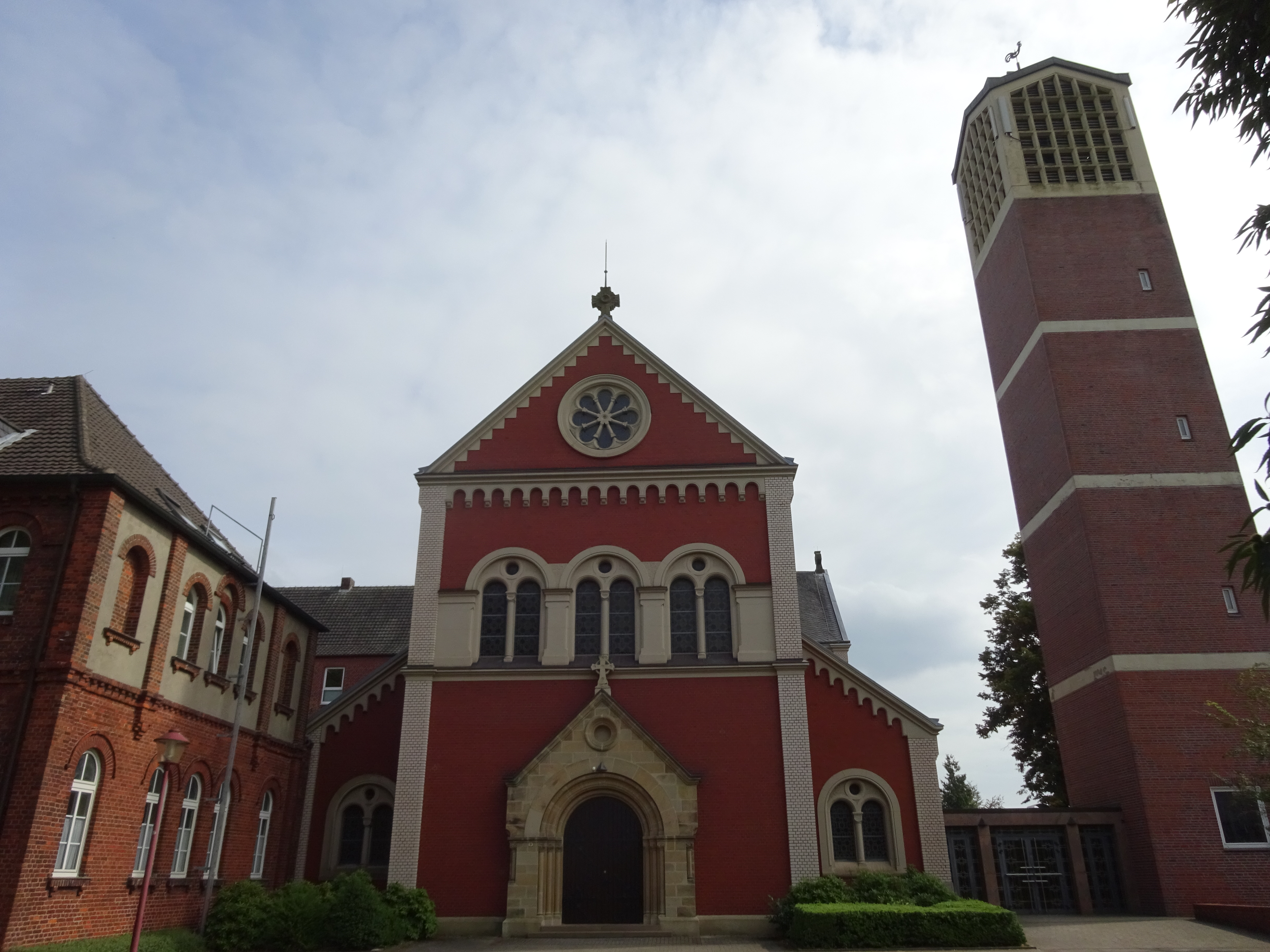
Maria Veen, St. Marienkirche
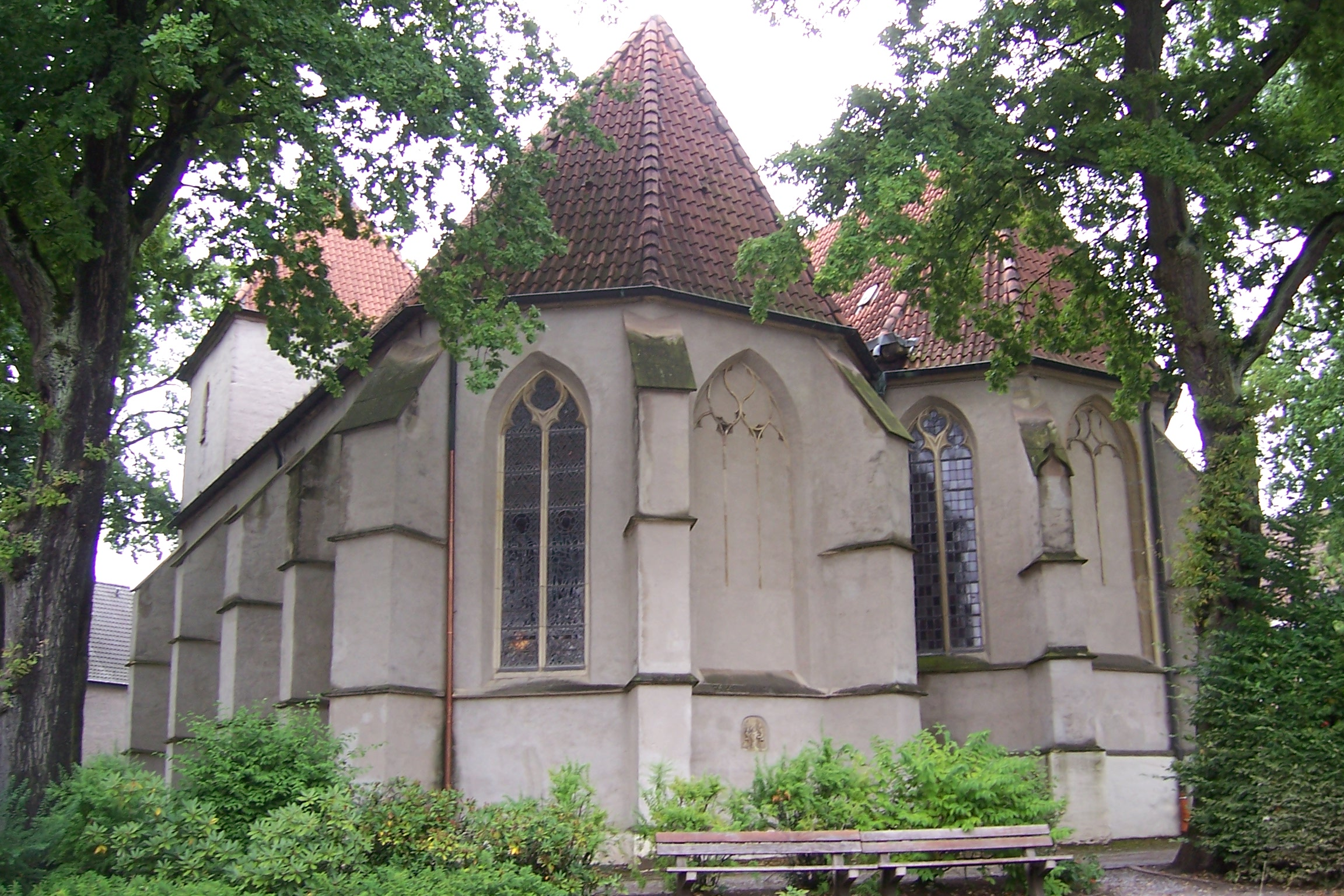
St. Simon und Judas, Groß Reken
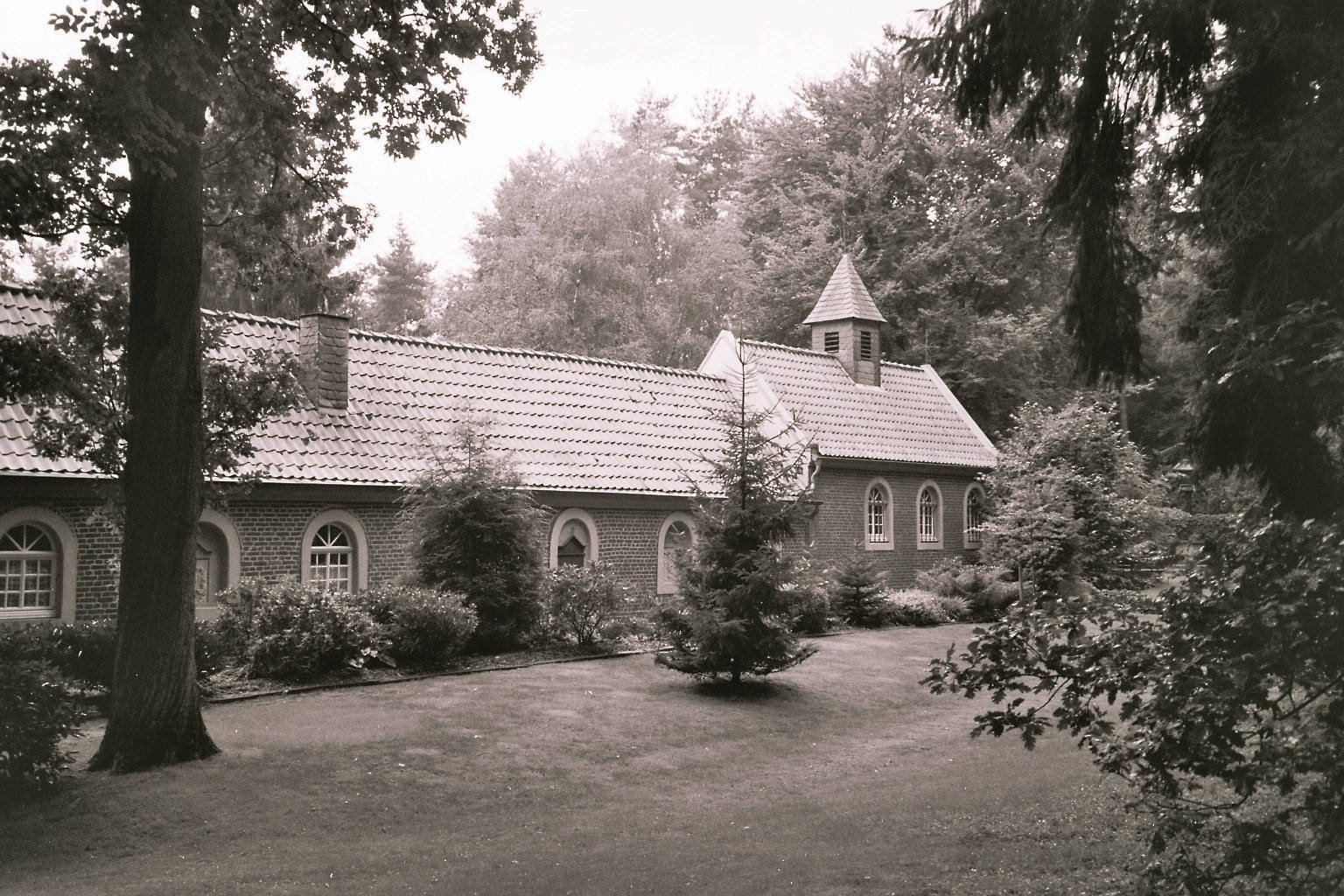
Eremitage, bedevaartkapel in de heuvels, 2 km ten N van Groß Reken
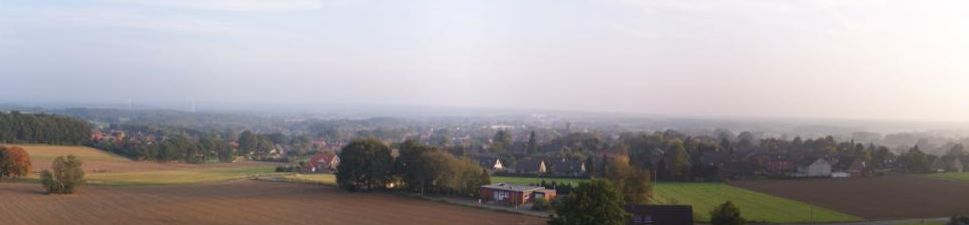
Gezicht op Groß Reken vanaf de 133 m hoge Melchenberg

Ahaus · Bocholt · Borken ·
Gescher · Gronau · Heek · Heiden · Isselburg · Legden · Raesfeld · Reken · Rhede · Schöppingen · Stadtlohn · Südlohn · Velen · Vreden